# 大築邦雄
大築 邦雄（おおつき くにお、1911年12月14日 - 1991年10月25日）は日本の作曲家。
東京市小石川区新諏訪町（現：東京都文京区後楽）出身。父は麹町女学校を創立した大築佛郎。祖父は陸軍中将の大築尚志。

## 略歴
東京高等学校 (旧制)理科在学中から作曲を始め、1935年、第4回音楽コンクールに「管絃楽のためのトッカータ」で入選。1936年、宮内省雅楽部募集の雅楽に基づく管弦楽曲のコンクールに「舞」（ダンス・ラント）が入選。1940年京都帝国大学文学部卒。大学在学中、1937年、管弦楽曲「行列」でワインガルトナー賞に2等入選。京都帝大卒業後は同大学院に進み、音楽理論史や日本音楽を研究。1951年以降は横浜国立大学で音楽理論を教える。1968年より広島平和記念式典で開式～原爆死没者名簿奉納の際に演奏される「前奏曲（慰霊の曲）」を作曲。